# Clistoronia flavicollis
Clistoronia flavicollis là một loài Trichoptera trong họ Limnephilidae. Chúng phân bố ở miền Tân bắc.